# Oxford Vaccine Group
Oxford Vaccine Group er en forskningsenhed inden for Department of Paediatrics (pædiatri) ved Oxford University i England. Den fungerer i samarbejde med blandt andet Jenner Institute ved Oxford University og er placeret på Center for Clinical Vaccinology and Tropical Medicine (CCVTM) på Churchill Hospital i Headington, en forstad til Oxford.
Oxford Vaccine Group forsker i vacciner og gennemfører kliniske forsøg med vacciner til børn og voksne. Forskningsenheden blev grundlagt i 1994 baseret på Richard Moxons forskning i virkningerne på folkesundheden af Haemophilus influenzae type b (Hib) i Storbritannien og undersøgelser af virkningen af Hib-vaccinen hos britiske børn.
Oxford Vaccine Group har specialiseret sig i forskning i vacciner mod sygdom forårsaget af Neisseria meningitidis og var involveret i arbejdet med den nye MenB-vaccine mod meningitis, som blev godkendt i Europa i 2013.

## Coronavaccine
|  | Dette afsnit kan behøve opdatering |
Oxford Vaccine Group er involveret i fase 3-undersøgelser, der skal udføres i anden del af 2020 af COVID-19-vaccinekandidaten AZD1222, som er adenovirusbaseret og udviklet af Jenner Institute.
Oxford University indgik april 2020 en aftale med AstraZeneca om udvikling og produktion.
8. september blev alle tests af AstraZeneca-vaccinen sat på pause efter sygdom hos en af deltagerne i fase 3-undersøgelsen i Storbritannien. Næste dag blev det meddelt, at test muligvis ville genoptages den følgende uge.